# Homorúd
Homorúd (kroatisch Kalinjača) ist eine ungarische Gemeinde im Kreis Mohács im Komitat Baranya. Zur Gemeinde gehört der nordwestlich gelegene Ortsteil Riha.

## Geografische Lage
Homorúd liegt 44 Kilometer südöstlich des Komitatssitzes Pécs, ungefähr 8 Kilometer östlich der Kreisstadt Mohács und drei Kilometer vom linken Donauufer entfernt. Nachbargemeinden sind Hercegszántó sowie Sárhát und Újmohács, welche beide Stadtteile von Mohács sind.

## Geschichte
Homorúd wurde 1952 gegründet.

## Sehenswürdigkeiten
- Römisch-katholische Kapelle Szűz Mária neve

## Verkehr
Durch Homorúd verläuft die Landstraße Nr. 5151. Es bestehen Busverbindungen nach Hercegszántó, Újmohács sowie über Sárhát nach Nagybaracska. Der nächstgelegene Bahnhof befindet sich in Mohács.